# بلرج ساهني
بلرج ساهني (مايو 1913 - 13 أبريل 1973)، كان ممثلاً سينمائياً هندياً.
جاء من بحيرا، الآن في البنجاب (الباكستان).

## حياة سابقة

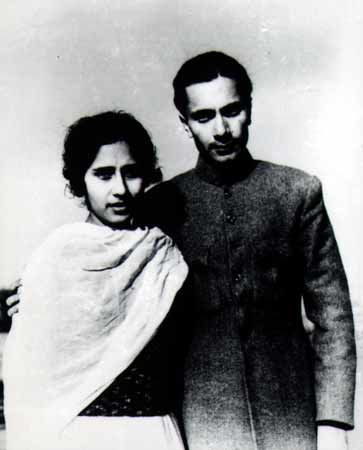
بلرج ساهني مع زوجته دامايانتي، 1936.

ولد ساهني في 1 مايو 1913 في روالبندي، في الهند. درس في جامعة كلية الحكومة (لاهور)، البنجاب. بعد إكمال درجة الماجستير في الأدب الإنجليزي من لاهور، عاد إلى روالبندي وانضم إلى أعمال عائلته. كما أنه حاصل على درجة البكالوريوس في اللغة الهندية، يليه درجة الماجستير في اللغة الإنجليزية من جامعة البنجاب. بعد فترة وجيزة، تزوج من دامايانتي ساهني.
في أواخر الثلاثينات من القرن العشرين، غادر ساهني وزوجته روالبندي للانضمام إلى جامعة فيجفا بهاراتي في تاغور في شانتينيكيتان في البنغال كمدرس للغة الإنجليزية والهندية. ومن هنا ولد ابنهم، باريشيت ساهني، عندما كانت زوجته دامايانتي تكتسب درجة البكالوريوس. كما تعاون أيضًا مع المهاتما غاندي لمدة عام في عام 1938. وفي العام التالي، ذهب ساهني بمباركة غاندي إلى إنجلترا للانضمام إلى الخدمة الهندية لهيئة الإذاعة البريطانية - لندن كمذيعة. عاد إلى الهند في عام 1943.

## مهنة
كان ساهني دائمًا مهتمًا بالتصرف، وبدأ حياته المهنية في التمثيل مع مسرحيات جمعية مسرح الشعب الهندي بالمناسبة، أصبحت زوجته معروفة كممثلة، قبل أن يصنع ساهني لنفسه اسمًا في الأفلام. بدأ مسيرته السينمائية في مومباي.
وتوفيت دامانيتي زوجة ساهني التي كانت بطلة فيلمه «جوديا» عام 1947 في سن مبكرة في نفس العام. بعد عامين، تزوج من ابنة عمه الأول، سانتوش تشاندهوك، الذي عرف فيما بعد كمؤلف وكاتب تلفزيوني.

## الحياة في وقت لاحق
كان ساهني كاتبًا موهوبًا. كانت كتاباته المبكرة باللغة الإنجليزية، على الرغم من أنه في وقت لاحق في الحياة تحول إلى البنجابية، وأصبح كاتبا ذا سمعة طيبة في الأدب البنجابي. في عام 1960، بعد زيارة لباكستان، كتب ميرا الباكستانية صفر. كتابه ميرا روسي سافارنا، الذي كتبه بعد جولة في الاتحاد السوفياتي السابق في عام 1969، أكسبه «جائزة السوفييت لاند نهرو». ساهم بالعديد من القصائد والقصص القصيرة في المجلات وصاغ سيرته الذاتية. ميري فيلمى اعتماهاها. كان ساهني شخصًا شديد القراءة واعية سياسياً.

## روابط خارجية
- بلرج ساهني على موقع IMDb (الإنجليزية)
- بلرج ساهني على موقع ألو سيني (الفرنسية)
- بلرج ساهني على موقع ميوزك برينز (الإنجليزية)
- بلرج ساهني على موقع أول موفي (الإنجليزية)
- بلرج ساهني على موقع قاعدة بيانات الفيلم (الإنجليزية)
- بلرج ساهني على موقع كينوبويسك (الروسية)